# Преписи и преводи на Библията
Превеждането на книгите на Библията от езиците, на които първоначално са били написани (Стар завет – на иврит; Нов завет – на древногръцки), е постоянен процес, съпътствал в продължение на близо две хилядолетия християнизацията на различни народи, в това число християнизацията на Римската империя.
Обединените библейски общества (United Bible Societies) отчитат, че към 31 декември 2007 г. пълният превод на Библията с т.нар. второканонически книги е наличен на 123 езика. Старият и Новият завет са преведени на още 438 езика, а само Новият завет – на 1168 езика. На други 848 езика са преведени части от библейския текст. Следователно към края на 2007 г. Библията е преведена (изцяло или частично) на 2454 езика.
Точните преписи и преводи са от изключително значение за правилното разбиране на библейския текст, а оттук и за формирането на светогледа, особено през средновековието.

## Най-стари преводи на Библията
Библейските книги са написани на еврейски, арамейски и древногръцки език.
Най-старият и авторитетен превод от древността е на Септуагинтата (Превод на седемдесетте), последван от Пешита, латинските Vetus Latina, готския превод и Вулгата.

### Септуагинта
Септуагинтата (Преводът на седемдесетте) възниква около 3 – 2 век пр.н.е.. Самото име на този превод се основава на писмо на Псевдо-Аристей: по молба на Деметрий Фалерей, библиотекар на прочутата Александрийска библиотека в Египет, Птолемей II Филаделф (285-246 г. пр.н.е.) поканва от Палестина седемдесет и двама евреи, които владеят гръцки език, за да преведат Стария завет от еврейски на гръцки. Целият превод не възниква по едно и също време, но е ценно свидетелство за стария еврейски текст.

### Готската Библия
Готската Библия е дело на готския епископ Вулфила, който осъществява първия превод на Библията в Европа. Преводът е завършен през 343 г. в днешните български земи, край Дунав.

### Вулгата
Вулгата (на латински: Vulgata) е латинският превод, който е направен от свети Йероним по поръчение на папа Дамас I. Този превод е основна ревизия на дотогавашния стар латински превод на Библията Vetus Latina (или просто Латина) и е направен между 383 и 406 г. Повечето старозаветни книги са преведени наново от еврейски и гръцки оригинали, а няколко от старозаветните и всички новозаветни книги са взети от стария латински превод, като в някои са внесени поправки (напр. в евангелията). През 1516 г. Еразъм Ротердамски публикува анотиран превод от гръцки на Новия завет и поставя под въпрос авторитета на Вулгатата. През 1546 г., противопоставяйки се на протестантските преводи, контрареформисткият Трентски събор обявява Вулгатата за автентичния превод на Библията за Католическата църква. Ватиканският събор през 1979 одобрява т.нар. Nova Vulgata – нов превод на Библията на латински, основаващ се на старата Вулгата и древните ръкописи.

### Славянската Библия
Най-старият превод на част от Библията на старобългарски език е този на братята Кирил и Методий от 9 век.

### Библията на Лутер
През 15 век в Германия се появяват различни немски преводи на Библията, но техният език е архаичен и те не стават популярни. През 1522 г. Мартин Лутер публикува немския превод на Новия завет, т.нар. „Септемврийски завет“, а през 1534 г. Ханс Луфт отпечатва във Витенберг пълното немскоезично издание на Библията от Лутер.

## Най-стари преписи на Библията
Оригиналите или т.нар. автографи на отделните библейски книги са изгубени: били са написани на нетраен материал (пергамент, хартия), а от времето на възникването им са изминали хилядолетия. До нас са достигнали само по-късни преписи (апографи): много гръцки и по-малко еврейски. До средата на 20 век изданията на еврейската Библия са били правени въз основа на препис от 11 век (т.нар. Codex Leningradensis).
През 1947 г. и по-късно в Кумран край Мъртво море е открит богат библейски материал, датиращ от 2 – 1 век пр.н.е. и 1 – 2 век.

## Съвременен текст на Библията
Библейската текстуална критика се занимава с въпроса за отношението на съвременния текст на Библията (на еврейски, арамейски и гръцки) към текста на оригинала. Оригиналните текстове са достигнали до нас чрез различни преписи, които до голяма степен са сходни помежду си. Текстовете от Кумран също не се различават съществено от познатите преди това. До това заключение се стига след научно сравняване на най-старите преводи и запазени преписи – т.нар. библейски кодекси и папируси. В отделни текстове съществуват минимални разлики – т.нар. варианти или разночетения, каквито се срещат не само в библейските, но и във всички древни книги, каквито са например книгите от класическите гръцки и римски писатели. В това отношение Библията дори е в по-добро положение от класиците, достигнали до нас в сравнително ограничен брой преписи, повечето от които от 9 век и по-късно: има запазени гръцки преписи на Библията от 4 век. След откритията в Кумран науката разполага с още по-древни преписи – за някои дори се смята, че са от 3 век пр.н.е..

## Най-важни библейски ръкописи

### Еврейски
- Папирус Наш: съдържа целият текст на Декалога (Десетте божи заповеди) – Изход (20:2 – 17) и Второзаконие (5:6 – 12), както и началото на Шема Израел (Второзаконие, от 6:4, Слушай, Израилю). Намерен е през 1902 г. и е наречен на името на първия си собственик. Съхранява се в Кеймбридж. Папиролозите го датират към началото на 1 век пр.н.е. или по-рано. Преди откритията в Кумран този ръкопис е смятан за един от най-старите запазени библейски текстове на еврейски език.

- Ръкопис на Исаия (IQIsa): съдържа почти целия текст на Исаия. Това е един от най-ценните ръкописи, открити в Кумран през 1947 г.

- Ръкопис на Самуил (4Q Samb): съдържа значителни части от Първа и Втора книга на Самуил. Намерен е също в Кумран. Оценен е като един от най-старите известни библейски ръкописи. Учените смятат, че е от 3 век пр.н.е..

- Ленинградски кодекс или Кодекс Ашер (L или B 19a): преписан в Кайро през 1008 г. по настояване на Арон бен Моше бен Ашер. Съдържа целият Стар завет и заедно с Алепския кодекс (от 930 г.) е най-старият запазен цялостен еврейски препис на Библията. Въз основа на него е направено критично издание на еврейския текст на библията под редакцията на Р. Кител (Biblia hebraica, 3 издание, 1929 г.).

### Гръцки
- Папирус Райландс (P 52): най-старият, известен откъс от Новия завет. Съхранява се в университетската библиотека „Джон Райландс“ в Манчестър. Открит е в началото на 20 век в Египет. Това всъщност е листче с размери 9X6 см, изписано от двете страни. Съдържа няколко реда от евангелието от Йоан (18:31 – 33 и 18:37 – 38). Важен е с това, че папиролозите го отнасят към първата половина на 2 век и по този начин се опровергават теориите за късния произход на евангелието от Йоан.

- Папирус Бодмер (P 66): съхранява се в библиотеката Бодмер в Женева. Открит и издаден от В. Мартин. Важен е както със своята старинност (писан е около 200 г.), така и със съдържанието си: съдържа голяма част от евангелието от Йоан (1:1 – 14:26) и още няколко откъса от следващите глави.

- Ватикански кодекс (B): съхранява се от 14 век в библиотеката на Ватикана. Съдържа целия Стар завет (в превода на Седемдесетте) и Новия завет. Запазени са 734 фолия, като началното (Битие, 1:1 – 46:28) и крайното (Послание към евреите, от 9:15 нататък) са изгубени. Смятан е за най-важния запазен препис на Библията. Не се знае със сигурност къде е преписван, но надделява предположението, че е в Египет през първата половина на 4 век. От гледна точка на палеографията е оценен като най-верен препис.

- Синайски кодекс (S): също съдържа целия Стар и Нов завет. Открит е в манастира Св. Екатерина на Синайския полуостров през 1844 г. от Константин фон Тишендорф, който го занася в Лайпциг, а оттам се озовава в библиотеката в Санкт Петербург. През 1933 г. СССР го продава на Британския музей за сумата от 100 000 лири.

## Еврейският начин на мислене и изразяване
Речникът на еврейския език е характерен с не много богата лексика, поради което отделните думи са натоварени с много значения. Това дава възможност мисълта да се изрази с малко думи с много нюанси на съдържанието. Поради тази причина е невъзможно в лексикално отношение да се превеждат еднозначно редица книги от Библията, особено Песен на песните, Еклесиаст и др.
В еврейския библейски текст глаголът е основното изразно средство. Еврейският глагол има форми за две времена – минало (перфект) и бъдеще. В същото време обаче глаголът има множество форми, при които коренът приема различни значения. По този начин има големи възможности за нюанси в изразяването чрез глаголи.
Строежът на изречението в Стария завет е твърде прост: библейският еврейски почти не познава зависимите изречения, а само съчинителните. Поради това на практика в библейския текст преобладава съюзът и, което води до определена сухота и монотонност на езика, а мисълта остава недоизказана, с отворени възможности събеседникът да улови мисълта повече или по-малко по интуиция.
Европейският начин на изказване на мисълта – по-точно този на гръко-римският свят е характерен с логичността си, с подчинените си изречения и с възможности за абстракция. Обаче еврейският език и въобще семитските езици са координирани и конкретни и се градят върху парадокса. Еврейският стил е образен и конкретен, обича силни изрази, смели метафори, фантастични картини, емфази и хиперболи, като дори и най-духовните и най-абстрактните неща се представят с материални термини: Бог има очи, уши, ръце, гневи се, трогва се. Това са изразни средства, обусловени от самите възможности на езика и стила.

## Преводи на български език
Първата Библия на новобългарски език е издадена през 1871г. с помощтта на т.нар. „Преводаческа комисия“, съставена от П.Р.Славейков, К.Фотинов, д-р А. Лонг и д-р И. Ригс. След години упорит труд е издадена е в Цариград и е позната като Цариградската библия. Синодална Библия, излиза години по-късно през 1925 г., последвано от издание от 1940 г. В най-ново време, след поредната правописна реформа на българския език от 1945 г. има още две издания на БПЦ – от 1992 г. и 2012 г.